# Мирјана Коџић
Мирјана Коџић (Београд, 30. јул 1928 — Београд, 18. јул 2004) била је српска позоришна и филмска глумица.

## Биографија
Мирјана је завршила драмски одсек музичке Академије, као и Филозофски факултет. У Народном позоришту дебитује са 17 година. Била је првакиња драме Српског народног позоришта, Сарајевског народног позоришта, Савременог позоришта и Народног позоришта. Носила је класични репертоар, од Молијера, Шекспира до руских класика, улогама од Лизе Дулитл у Пигмалиону, преко Порције из Млетачког трговца, Молијерове Дорине, до Феме у Покондиреној тикви, Ћиринице у Поп Ћири и поп Спири, до дадиље у Ромеу и Јулији. Играла је у бројним ТВ серијама од којих се прославила улогом Ане Шумовић у Позоришту у кући. Написала је низ радио драма које су изведене на радио Београду, и аутор је десет романа.
Била је удата за филмског и позоришног критичара др Петра Волка и мајка је књижевнице др Маје Волк.

## Филмографија
| Год.       | Назив                   | Улога                   |
| ---------- | ----------------------- | ----------------------- |
| 1950.-те   |                         |                         |
| 1958.      | Госпођа министарка      | Госпођа Наталија        |
| 1959.      | Љубавно писмо           |                         |
| 1960.-те   |                         |                         |
| 1960.      | Љубав и мода            | Секретарица Цица        |
| 1962.      | Медаљон са три срца     |                         |
| 1962.      | Злочин Силвестра Бонара |                         |
| 1962.      | Новогодишњи поклон      |                         |
| 1963.      | Човјек са фотографије   | Комшиница               |
| 1964.      | Отровна биљка           |                         |
| 1965.      | Три                     | Госпођа која чека воз   |
| 1966.      | Галски петао            |                         |
| 1969.      | Самци 2                 |                         |
| 1969.      | Заобилазни Арчибалд     |                         |
| 1969.      | Непријатељ народа       |                         |
| 1969.      | Лек од љубави           | Мама                    |
| 1970.-те   |                         |                         |
| 1972.      | Женски разговори        |                         |
| 1977.      | Како упокојити вампира  | Марта                   |
| 1977.      | Бештије                 | Жена са брковима        |
| 1978.      | Није него               | Госпођа Агатоновић      |
| 1979.      | Усијање                 | Андријина жена          |
| 1979.      | Јована Лукина           |                         |
| 1980.-те   |                         |                         |
| 1981.      | Дувански пут            |                         |
| 1981.      | Лаф у срцу              |                         |
| 1981.      | На рубу памети          |                         |
| 1983.      | Степенице за небо       |                         |
| 1984.      | Чудо невиђено           | Шорова мајка баба Грана |
| 1973-1984. | Позориште у кући        | Ана Шумовић             |
| 1987.      | Лагер Ниш               | Мара                    |
| 1990.-те   |                         |                         |
| 1990.      | Чудна ноћ               |                         |
| 1996.      | Горе-Доле (ТВ серија)   | Богата госпођа          |

## Романи
- Затони
- Живе ћелије
- Позориште моје младости
- Волео сам глумицу
- Коло српских јахача
- Дивљање
- Венеција
- Небески кревет Миланке Ремете
- Црни клавир